# Pierre-Noël Rousset
Pierre-Noël Rousset est un architecte français, né à Paris vers 1715, et mort à Paris, en 1795.

## Biographie
Il est le fils de Jean Rousset (décédé en 1740), cornette des gardes de l'hôtel de ville, et d'Élisabeth de Royer
Il a reçu le deuxième prix de l'Académie royale d'Architecture en 1731 et un accessit en 1732.
Il a fait des aquarelles sur les fêtes données devant l'hôtel de ville de Paris en 1735.
Il a probablement voyagé en Italie car il a été académicien des Académies de Florence et de Bologne.
En 1749, il transforme l'ancien hôtel Legendre d'Armani, construit par Robert de Cotte rue des Capucines, pour M. de Meulan. Le décor intérieur avait été confié au sculpteur Guillaume Dupré avec lequel il avait déjà travaillé chez M. Boucher, rue Vivienne. Il a aussi fait des dessins pour les tables consoles.

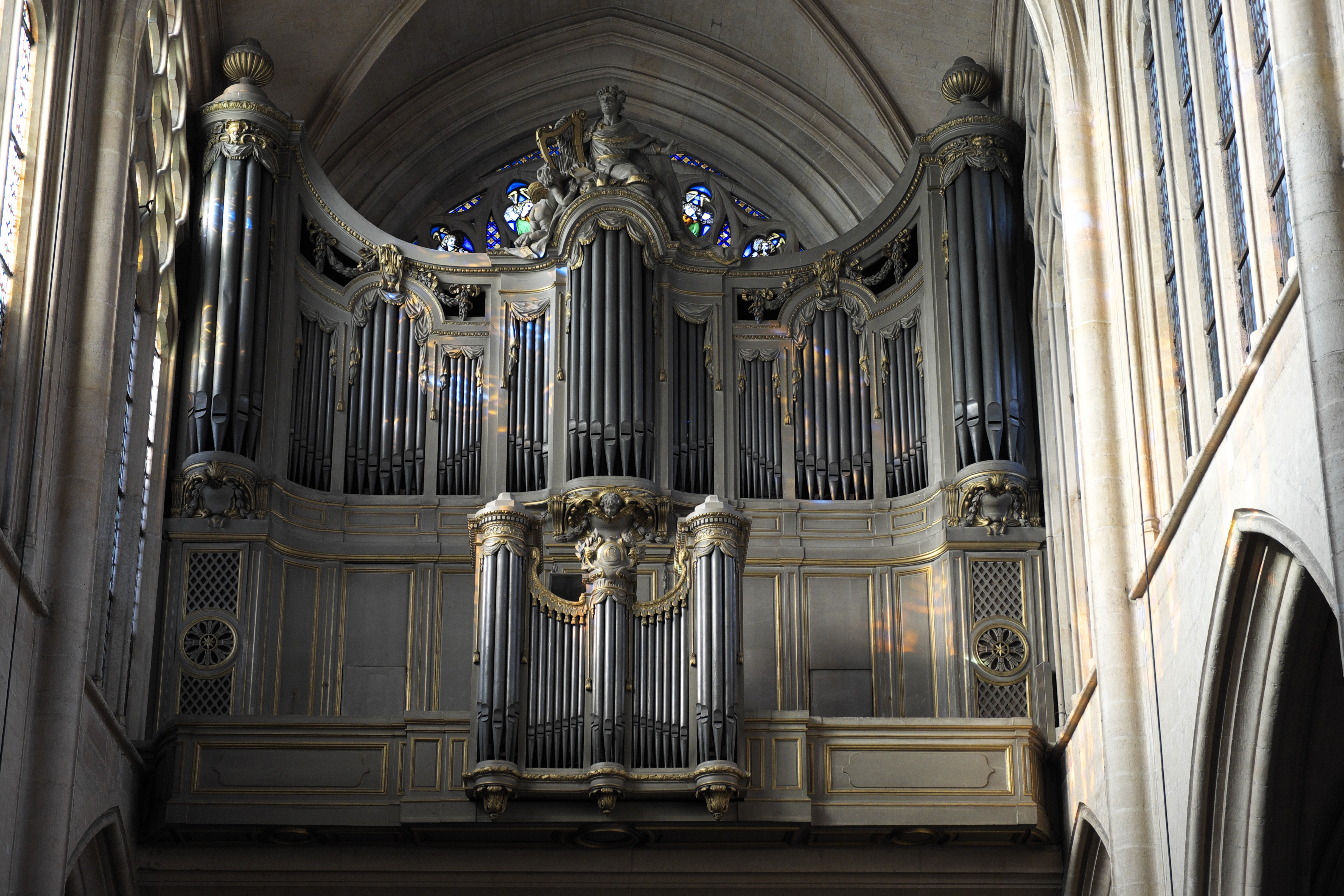
L'orgue de Saint-Germain l'Auxerrois : le buffet d'orgue a été dessiné par Pierre-Noël Rousset.

Il a dessiné le buffet d'orgue pour la Sainte-Chapelle en 1752, transporté en 1791 à l'église Saint-Germain-l'Auxerrois, après suppression du chapitre de la Sainte-Chapelle en 1790.
Il a aussi réalisé un hôtel de Bourbon qui était situé aux numéros 46-50 rue Neuve des Petits-Champs, le château de M. Larcher, à l'Île-Saint-Denis. En 1753, il a construit une maison de plaisance à Viry-Châtillon, en 1753. Il est aussi l'auteur des cuisines du château du Raincy pour le comte de Livry, fait des travaux pour les Montmartel à Brunoy, le grille et le salon du château d'Athys pour le duc de Rohan-Chabot.
Il est promu architecte de la 2e classe de l'Académie royale d'architecture le 2 mars 1758 et en 1re classe le 28 novembre 1773.
Il a réalisé, en 1765-1768, l'hôtel de Tessé, no 2 de la rue des Saints-Pères, avec l'entrepreneur Louis Le Tellier, pour le comte de Tessé. Le Grand salon de l'hôtel est exposé au Metropolitan Museum of Art de New York,,,.
Il reste un autre bâtiment construit par Rousset à Paris : l'hôtel Brochant des Tourterelles, au 7 rue Perrault.
Entre 1768 et 1775, il a édifié pour l'évêque de Chartres, Mgr de Rocozels de Fleury, la chapelle de l'évêché.
On trouve au Victoria and Albert Museum un boudoir circulaire pour l'hôtel Mégret de Sérilly dont il a fait les plans, qui se trouve au no 106 rue Vieille-du-Temple.
En 1766, il est entré en concurrence avec Mathurin Cherpitel et Claude-Nicolas Ledoux pour la reconstruction de l'hôtel d'Uzès. Il a été payé 600 livres pour la fourniture de plans qui n'ont pas été utilisés. En compensation on lui a offert de construire l'hôtel de ville d'Uzès mais qui a été construit par un architecte d'Avignon, Pierre Bondon, entre 1766 et 1773. Pierre-Noël Rousset a présenté les plans de l'hôtel de ville au cours de la réunion du 25 juin 1765 de l'Académie d'architecture.
Il a secondé le sculpteur Jean-Baptiste Pigalle pour la réalisation du monument au maréchal de Saxe à l'église Saint-Thomas de Strasbourg, terminé en 1771.
En juillet 1773, il fait partie d'une commission de l'Académie royale d'architecture, avec Lespée, Perronet, Sedain, Brebion et Jardin, pour analyser le projet de Contant d'Ivry pour l'église de la Madeleine.
Il a été architecte du roi.
Il a signé le dernier procès-verbal de l'Académie, le 5 août 1793 avec Boullée, Cherpitel, Franque, Jardin, Mauduit et Vien.

## Divers
Il a été un bibliophile. Les livres de sa bibliothèque portent comme ex-libris manuscrit : « J'appartiens à Rousset, architecte» .
Il a été académicien à Florence et à Bologne.